# 川岛隆太
川島隆太（1959年5月23日—)，日本神经科学家、東北大学老年医学研究所所長。专业研究人脑活动机制与应用，包括痴呆症患者脑功能的恢复，以及老年痴呆症预防及脑功能改善。
担任任天堂电子游戏系列《脑锻炼》的监修。